# 웅치면
웅치면(熊峙面)은 대한민국 전라남도 보성군의 면이다.

## 행정 구역
- 강산리(江山里)
- 대산리(大山里)
- 봉산리(鳳山里)
- 용반리(龍盤里)
- 유산리(柳山里)
- 중산리(中山里)